# Thiên niên kiện Hải Nam
Thiên niên kiện (danh pháp hai phần: Homalomena hainanensis) là loài thực vật thuộc họ Ráy.
Cây thiên niên kiện mọc hoang ở Hải Nam. Đây là loài đặc hữu đảo Hải Nam.